# Rapla (Népal)
Rapla (en népalais : रप्ला) est un comité de développement villageois du Népal situé dans le district de Darchula. Au recensement de 2011, il comptait 1 187 habitants.